# Rua do Souto
A Rua do Souto é um arruamento na freguesia da Sé da cidade do Porto, em Portugal.